# Neostenanthera robsonii
Neostenanthera robsonii är en kirimojaväxtart som beskrevs av Le Thomas. Neostenanthera robsonii ingår i släktet Neostenanthera och familjen kirimojaväxter. IUCN kategoriserar arten globalt som nära hotad. Inga underarter finns listade i Catalogue of Life.